# Tiếng Arem
Tiếng Arem (Cmbrau [cmrawˀ]) là một ngôn ngữ đang bị đe dọa được nói ở một khu vực nhỏ ở hai bên biên giới Lào – Việt Nam. Ngôn ngữ này là thành viên của nhóm tiếng Chứt, là một trong sáu nhóm chính của ngữ chi Việt, ngữ hệ Nam Á. Ngôn ngữ này được UNESCO coi là một ngôn ngữ bị đe dọa nghiêm trọng. Giống như các ngôn ngữ khác của ngữ chi Việt, tiếng Arem sử dụng một hệ thống thanh điệu/âm tính đặc trưng của ngữ chi Việt. Giống như nhiều ngôn ngữ Việt phương Nam khác, tiếng Arem cũng có tiền âm tiết và cấu trúc "âm tiết rưỡi".
Tiếng Arem thiếu đi âm tính hà hơi có mặt trong hầu hết các ngôn ngữ Việt, nhưng lại có phụ âm cuối thanh hầu hoá.

## Tổng quan
Arem là một thuật ngữ dân tộc học để mô tả một nhóm người bản địa cư trú ở biên giới giữa Việt Nam và Lào. Họ thường tự gọi mình là Cmbrau [cmrawˀ]. Tuy nhiên, do đây là từ duy nhất có cụm tiền âm tiết [cm-] được ghi nhận trong tiếng Arem, nên người ta cho rằng đây có thể là một tộc danh vay mượn từ một ngôn ngữ khác gần đó. Năm 1959 là khi họ lần đầu "chạm trán" quân nhân Việt Nam, trước đó, chỉ dân địa phương mới biết đến sự tồn tại của người Arem. Chính quyền địa phương đương thời lầm tưởng rằng họ là thành viên của cộng đồng người Khùa ở địa phương. Dân số Arem chỉ có 53 người vào năm 1960, gồm 30 nam và 23 nữ. Theo cuộc khảo sát gần đây nhất của khu vực vào năm 1999 thì có 102 người Arem. Trong số 102 người Arem này, ước tính chỉ khoảng 25% thường xuyên nói tiếng Arem. Tất cả người nói tiếng Arem đều là người nói song song với tiếng Việt và một số người cũng thông thạo tiếng Khùa và/hoặc tiếng Lào.

## Đặc điểm
Ngôn ngữ Arem sử dụng cả từ đơn âm tiết và từ âm tiết rưỡi. Người ta ước tính rằng 55-60% số từ trong tiếng Arem là từ mang cấu trúc âm tiết rưỡi. Con số này cao hơn nhiều so với phần lớn các ngôn ngữ tiếng Việt có sử dụng từ âm tiết rưỡi (thường chiếm 35-40% số từ vựng, nếu ngôn ngữ đó có từ mang cấu trúc âm tiết rưỡi).